# Norm Hall
Norm Hall (San Francisco, Californië, 14 mei 1926 - Pittsboro, Indiana, 11 maart 1992) was een Amerikaans autocoureur. Hij schreef zich driemaal in voor de Indianapolis 500, in 1960, 1961 en 1964, waarbij de eerste editie ook deel uitmaakte van het Formule 1-kampioenschap. In 1960 kwalificeerde hij zich niet, in 1961 werd hij tiende en in 1964 viel hij al in de eerste ronde uit.